# Uvodj
Uvodj (rus. У́водь) je rijeka u europskom dijelu Rusije. Lijeva je pritoka rijeke Kljazme, koja je dio porječja rijeke Volge.
Teče kroz Ivanovsku i Vladimirsku oblast, kroz gradove Ivanovo i Kohmu.
Duga je 185 km.

## Vanjske poveznice
|  | Zajednički poslužitelj ima još gradiva o temi Uvodj |